# Sical de sabana
El sical de sabana (Sicalis luteola) és una espècie d'ocell passeriforme de la família Thraupidae.
Habita àrees aquàtiques, pasturatges, zones urbanes i arbres conreades. Es troba a la zona tropical d'Amèrica del Sud, Bolívia, Colòmbia, l'Equador, el Perú i el Brasil. També es troba a la zona pampeana de l'Argentina i l'Uruguai.